# 什帕基夫
51°9′47″N 31°14′1″E / 51.16306°N 31.23361°E
什帕基夫（烏克蘭語：Шпаків），是烏克蘭北部的村莊，隸屬切爾尼希夫州的切爾尼希夫區。該村始建於1928年，面積0.31平方公里，海拔高度118米。